# Croconelus paliatsus
Croconelus paliatsus är en insektsart som beskrevs av Pieter D. Theron 1986. Croconelus paliatsus ingår i släktet Croconelus och familjen dvärgstritar. Inga underarter finns listade i Catalogue of Life.